# Гултур Денис Анатолійович
Дени́с Анато́лійович Гултур (нар. 20 травня 1986 — 2 лютого 2015) — старший солдат Збройних сил України.

## Життєпис
Зі шкільних років проживав у місті Славутич Київської області. Закінчив славутицьку ЗОШ № 3, Чернігівське ПТУ № 18, здобув спеціальність електрозварника ручного зварювання та монтажника технологічного обладнання і конструкцій. Працював за фахом, пройшов строкову службу в ЗСУ. Від 2008 року працював у ВП «Атомремонтсервіс» ДП «НАЕК „Енергоатом“», слюсар 4-го розряду — цех з ремонту тепломеханічного обладнання.
Мобілізований у червні 2014-го, старший солдат, майстер відділення технічного обслуговування автомобільної техніки, рота забезпечення 25-го окремого мотопіхотного батальйону «Київська Русь».
2 лютого 2015 року під час транспортування набоїв, паливних матеріалів та харчових продуктів спільна група 25-го ОМПб та 128-ї ОГПБр потрапила в оточення, в селі Рідкодуб БТР військових було підірвано із засідки. Вояки прийняли бій, у якому загинули майор Віталій Шайдюк, старшина Андрій Сабадаш, старші солдати Сергій Гуріч й старший солдат Денис Гултур, солдат Сергій Макаренко зазнав контузії.
Російські терористи після бою дзвонили родині Дениса з його телефону. Через місяць тіло старшого солдата Гултура передано українській стороні.
Похований в Славутичі.

## Нагороди та вшанування
За особисту мужність і героїзм, виявлені у захисті державного суверенітету та територіальної цілісності України, вірність військовій присязі під час російсько-української війни, відзначений — нагороджений
- Указом Президента України № 76/2016 від 1 березня 2016 року — орденом «За мужність» III ступеня (посмертно)[1]
- у червні 2015 року в Славутицькій ЗОШ № 3 відкрито меморіальні дошки випускникам Денису Гултуру та Сергію Волнухіну.